# Route nationale 27
La route nationale 27 (RN 27 o N 27) è una strada nazionale che parte da Maromme e termina a Dieppe.

## Percorso
Presso Maromme, località alla periferia di Rouen, la N27 partiva dall’incrocio con la N15. Il primo tratto della nazionale, oggi affiancato dall’A151, nel 2006 è stato declassato a D927. A nord di Le Valmartin, nei comuni di Bocasse e Saint-Ouen-du-Breuil, la strada riprende la denominazione di N27. Aggira quindi Tôtes ed evita altri centri, che invece sono attraversati dalla vecchia variante declassata a D927. Si conclude a Dieppe, città affacciata sul canale della Manica.